# Franz Lange (Eishockeyspieler)
Franz Lange (* 27. September 1891 in Berlin; † unbekannt) war ein deutscher Eishockeyspieler.

## Karriere
Franz Lange gehörte ab etwa 1909 der Eishockey-Mannschaft des Berliner Schlittschuhclubs an. Er nahm als Spieler an der Eishockey-Europameisterschaft 1910 teil – es war die erste offizielle Eishockey-Europameisterschaft. Die Länder wurden nicht durch Nationalmannschaften, sondern ihre besten Eishockeyvereine vertreten. Weitere Teilnahmen an Europameisterschaften folgten 1911, 1912 (wurde nachträglich annulliert), 1913 und 1914. Außerdem nahm er am Coupe de Chamonix 1911 sowie den LIHG-Meisterschaften 1912 (Goldmedaille), 1913 (Goldmedaille) und 1914 (Silbermedaille) teil. Mit dem BSchC wurde er zudem 1910 Berliner Meister sowie 1912, 1913 und 1914 deutscher Meister.
Franz Lange wurde meist als Mittelstürmer (Center) eingesetzt und verfügte über einen scharfen Schuss. Vor dem Ersten Weltkrieg gehörte er zu den besten europäischen Eishockeyspielern.
Als Soldat der deutschen Luftwaffe im Ersten Weltkrieg erlitt Lange mehrere Knochenbrüche, als sein Flugzeug am 5. März 1918 abstürzte. Seine Verletzungen waren so schwer, dass er seine Eishockeykarriere nach dem Krieg nicht fortsetzen konnte.
Er ist Mitglied der deutschen Eishockey-Hall of Fame.

## Erfolge und Auszeichnungen
- 1912 Deutscher Meister mit dem Berliner SC
- 1913 Deutscher Meister mit dem Berliner SC
- 1913 Österreichischer Meister (im Scheibenspiel) mit dem Berliner SC
- 1914 Deutscher Meister mit dem Berliner SC

### International
- 1910 Silbermedaille bei der Europameisterschaft
- 1912 Silbermedaille bei der Europameisterschaft (annulliert)
- 1912 Goldmedaille bei der LIHG-Meisterschaft
- 1913 Bronzemedaille bei der Europameisterschaft
- 1913 Goldmedaille bei der LIHG-Meisterschaft
- 1914 Silbermedaille bei der LIHG-Meisterschaft